# 27094 Salgari
27094 Salgari (1998 UC23) là một tiểu hành tinh vành đai chính được phát hiện ngày 25 tháng 10 năm 1998, bởi U. Munari và F. Castellani ở Cima Ekar Observatory.